# Voorzorg (plantage)
Voorzorg is een voormalige plantage in Suriname, gelegen aan de rivier Saramacca, nabij Groningen. Het heeft dienstgedaan respectievelijk als melaatsenkolonie (1790), gouvernementsplantage (1829) en proefgebied voor de kolonisatie door vrije personen (1845, Boeroes).

## Melaatsenkolonie
De bezorgdheid over ernstig slopende ziekten als lepra, filariasis en framboesia valt in Suriname al te lezen in plakkaten en notificaties vanaf 1728. Besmettelingen mochten zich niet op de openbare weg begeven, maar dit was aan dovemansoren gericht. In 1780 verbood het gouvernement (de koloniale regering) het verkopen van slaven met verschijnselen van lepra. In 1790 besloot zij een speciale afzonderingsplek voor leprozen op te richten: 'Voorzorg', een nog ongecultiveerd oeverdeel van de Saramacca. Recht ertegenover lag het juist gerealiseerde fort Groningen, een militaire post met een kapitein en dertig man.
De werkelijke start van het 'etablissement' of 'boasiegrond' was december 1791, toen de eerste zeven leprozen arriveerden. Daarna liep het aantal snel op. In 1795 verbleven op Voorzorg 200 besmette personen en in 1808 400, meest plantageslaven. De militairen bewaakten de toegang tot de melaatsenkolonie, bezoek was zeer uitzonderlijk. Voorzorg kende dus een hoge mate van zelfvoorziening in die zin dat er geen interne supervisie was en ook geen medische of religieuze bijstand van buitenaf.
Naarmate de bebouwing en bewoning van de rivier toenam, werd de melaatsenkolonie steeds meer ondoelmatig geacht en zelfs gevaarlijk omdat er onvoldoende afzondering zou zijn. De melaatsen moesten dus verplaatst. Met de huidige kennis van zaken weten we dat lepra niet zeer besmettelijk is en de angst voor een epidemie dan ook ongegrond. Mogelijk speelde mee dat de melaatsen relatief gemakkelijk konden ontsnappen en vluchten naar Paramaribo. Hoe het ook zij, in 1824 werden alle melaatsen -toen nog maar 150 in getal- verplaatst naar het verder weg gelegen Batavia, aan de Coppename. Tegen deze verplaatsing was uitzonderlijk veel weerstand, zodanig dat de katholieke priester Van der Horst werd gevraagd om te bemiddelen. Hij verleidde de leprozen uiteindelijk met 'stoffelijke goederen' om plaats te nemen in de pont. Deze voer tweemaal en daarna werd het etablissement, de eerste in een rij van Surinaamse leprozerieën, opgeheven.

## Gouvernementsplantage
In 1828 besloot het gouvernement om van Voorzorg een 'modelplantage' te maken voor de zogenaamde 'vrije gouvernementsarbeiders'. Dit waren Afrikanen van door Nederland buitgemaakte illegale slavenschepen. De Trans-Atlantische slavenhandel was immers verboden. Deze mensen werden door het gouvernement vervolgens in dienst genomen en bijeengebracht op Voorzorg. Maar zij werden geenszins beter behandeld dan de slaven in privéhanden. Uiteindelijk zag het gouvernement hen – veiligheidshalve – liever verspreid dan bij elkaar te werk gesteld. Het experiment werd gestaakt.

## Vrije personen
In 1845 emigreerde een groep protestantse Nederlandse boeren (Boeroes) naar Suriname met als doel een nieuw bestaan op te bouwen op Voorzorg. Dit liep uit op een mislukking. De door het gouvernement aangewezen locatie was drassig en qua voorzieningen volstrekt onvoldoende voorbereid. De kolonisten misten de nodige landbouwkundige kennis en er was geen enkel contact met de rest van de kolonie. Bovendien brak door de slechte hygiënische omstandigheden een zeer besmettelijke ziekte uit (mogelijk dysenterie, waarschijnlijk geen tyfus). Binnen zes maanden na aankomst stierven 189 van de 384 Boeroes. De overlevenden vestigden zich daarna in Groningen. Ook daar overleden nog talloze kolonisten (mogelijk gele koorts). Vanaf 1849 verhuisden de overgeblevenen in kleine groepjes naar Kwatta en Uitvlugt, dicht bij Paramaribo, om zich alsnog te wijden aan landbouw of veeteelt. Anderen keerden terug naar Nederland. In 1853 waren er nog maar 43 Boeroes in Groningen, onder wie 15 weduwen en een dominee (Van den Brandhof).

## Kleinlandbouw
Na 1870 nam de kleinlandbouw langs de Saramacca een enorme vlucht. Dit was mede een gevolg van de afschaffing van de slavernij in 1863 en de komst van Brits-Indische contractarbeiders (Koelies). Aanzienlijke delen van de Saramacca werden in pacht uitgegeven aan kleinlandbouwers. Deze uitgifte vond niet plaats – zoals langs de Commewijne – door het verkavelen van verlaten plantages, maar door het verkavelen van de onbebouwde oever. Zo ontstond een langgerekt lint van kleinlandbouw langs beide rivieroevers, hier en daar onderbroken door actieve plantages. Alle communicatie en transport vond plaats via de rivier, want wegen waren er nog niet in het district. Zo werd Voorzorg een gebied van de kleinlandbouw.

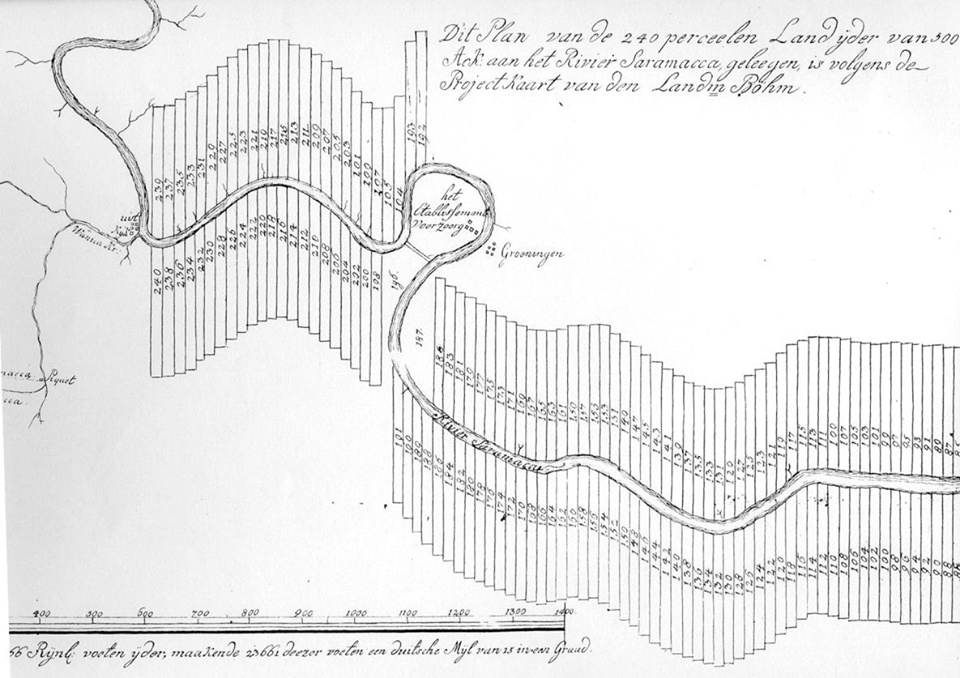
Fort Groningen en Etablissement Voorzorg aan de Saramacca, Moseberg, landuitgifteplan 1801
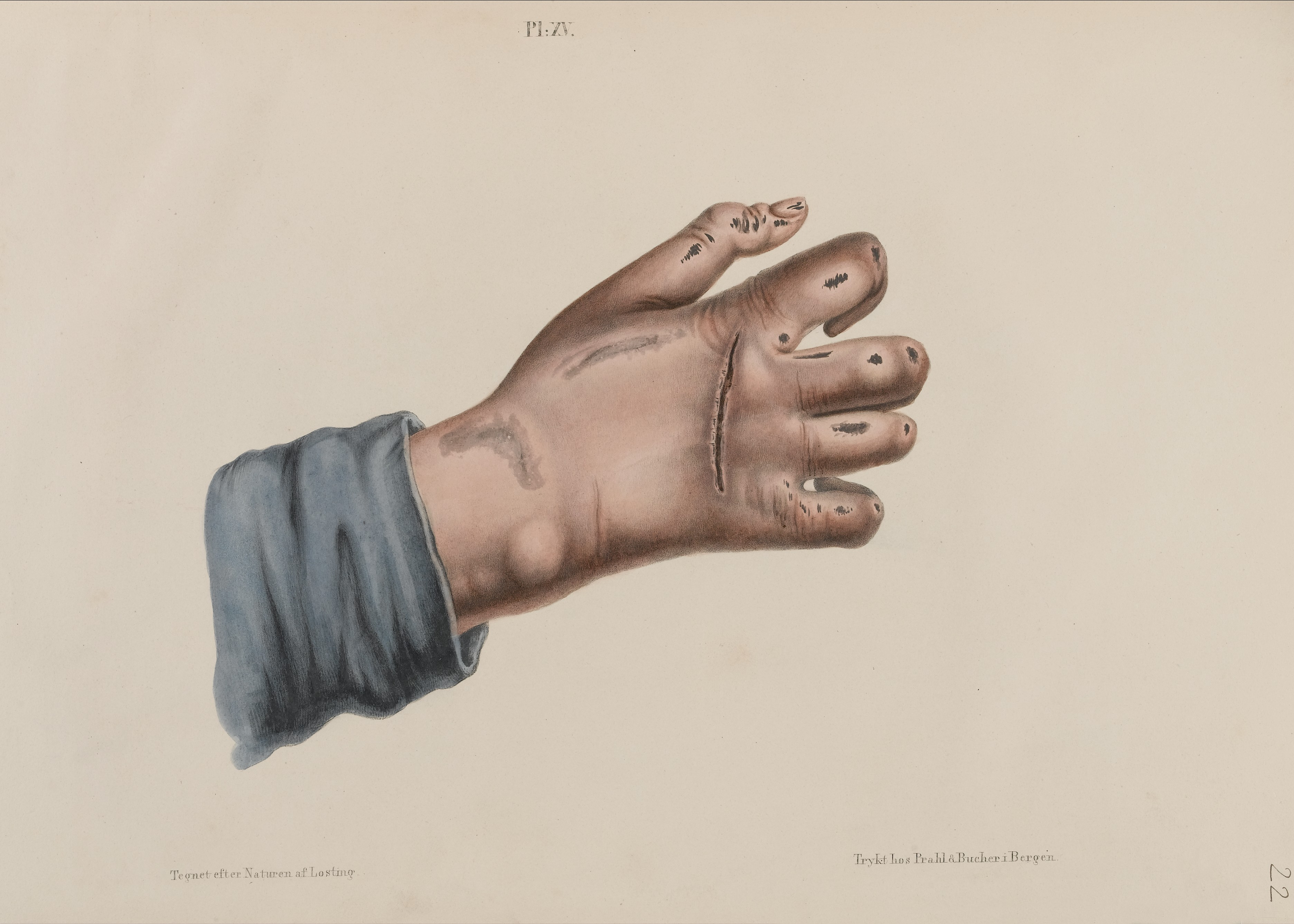
Hand aangetast door lepra, Medische Atlas uit 1847
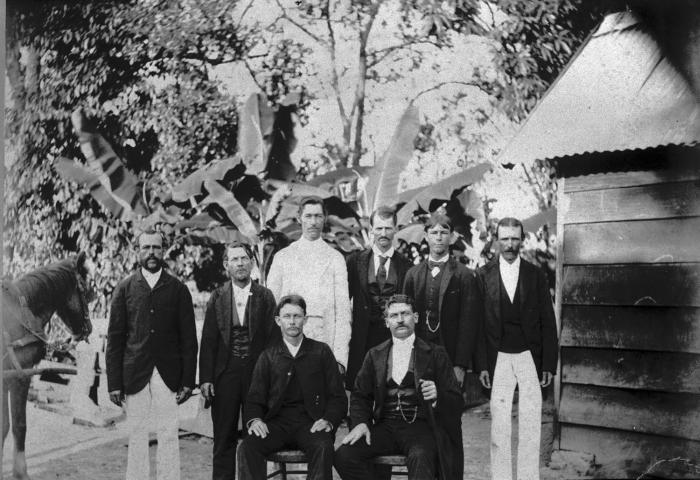
Tweede generatie Boeroes, Foto Tropenmuseum / J. Muller, ca. 1890
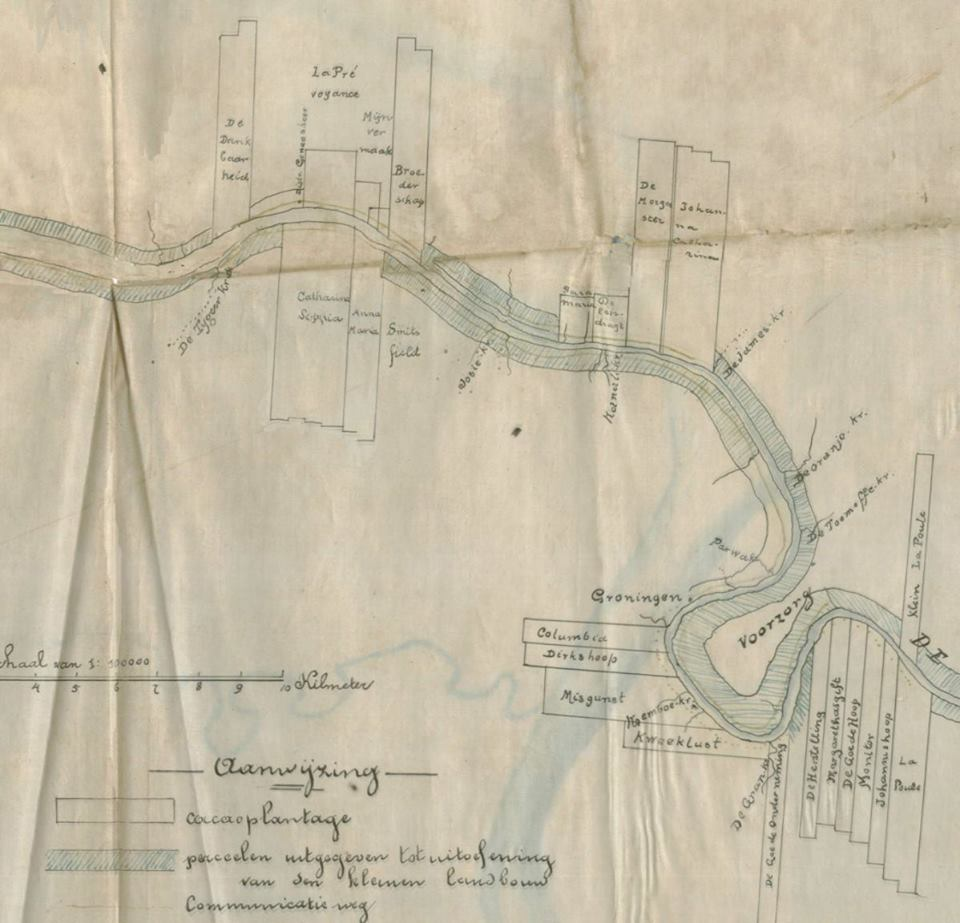
Kleinlandbouwpercelen en plantages langs de Saramacca, Archiefdienst der Domeinen, 1920
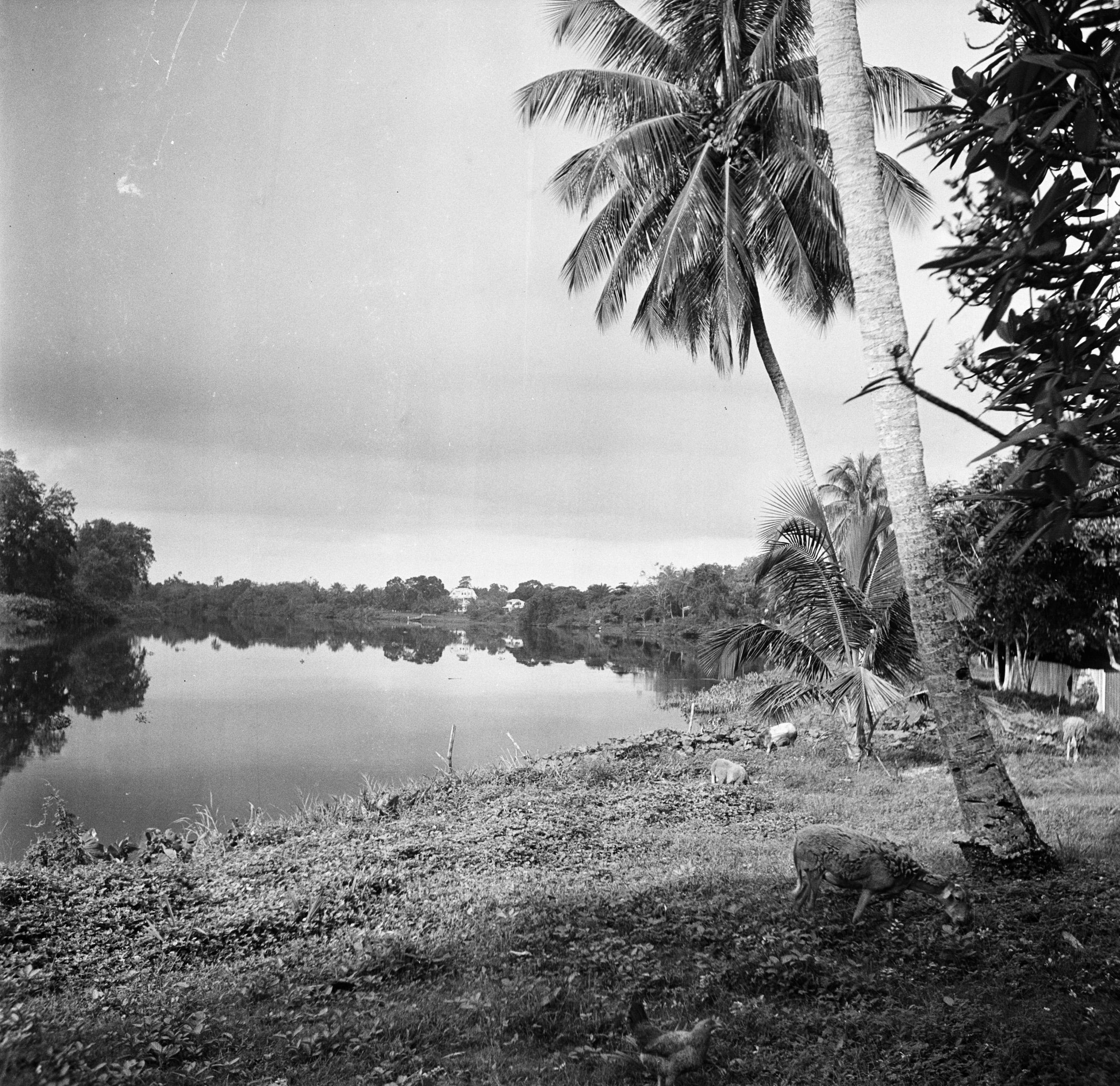
De Saramacca bij Groningen in Suriname, Foto W. vd Poll, 1947